# Museu da Tecnologia de São Paulo
O Museu da Tecnologia de São Paulo foi um museu brasileiro voltado à preservação da história da tecnologia. Era mantido por uma fundação privada sem fins lucrativos. Localizava-se em São Paulo, no distrito do Jaguaré, próximo à Cidade Universitária. A Fundação Museu da Tecnologia de São Paulo fora instituída por lei municipal, em 1970, tendo como membros-fundadores industriais, políticos e militares de relevo no estado de São Paulo. Sua sede, inaugurada em 1987, abrigava além do museu o Centro Contemporâneo de Tecnologia, que sediava mostras e eventos ligados ao tema.
O acervo era composto por peças adquiridas e doadas desde 1972, destacando-se o avião Douglas DC-3, doado pelo Projeto Rondon, e a coleção de peças históricas do serviço de limpeza pública, doada pela prefeitura de São Paulo, além de locomotivas do século XIX, máquinas a vapor, artilharia de guerra e máquinas do cotidiano. Notabilizou-se, na década de 70, a compra do submarino Bahia, empreendida pelo museu junto ao governo norte-americano. Por falta de recursos, no entanto, o projeto de utilizar o submarino como espaço museológico no Guarujá não obteve êxito, e a embarcação acabou vendida como sucata. O Museu da Tecnologia conta com projeto museológico desde 1998, realiza exposições temporárias e mantém programa educativo e oficinas tecnológicas.
Em julho de 2009, durante o gestão José Serra, o Governo do Estado de São Paulo, deu 30 dias para que o museu deixasse a sede, alegando ter a intenção de utilizar a área para construir uma Faculdade de Tecnologia e um parque tecnológico. O terreno fora cedido à fundação mantenedora do museu em 1974 pelo então governador Laudo Natel, por um prazo de 20 anos, que expirou em 1994. O museu foi então extinto, embora sua fundação mantenedora se mantenha operante. O acervo foi transferido para o museu Catavento, no Palácio das Indústrias.

## Histórico

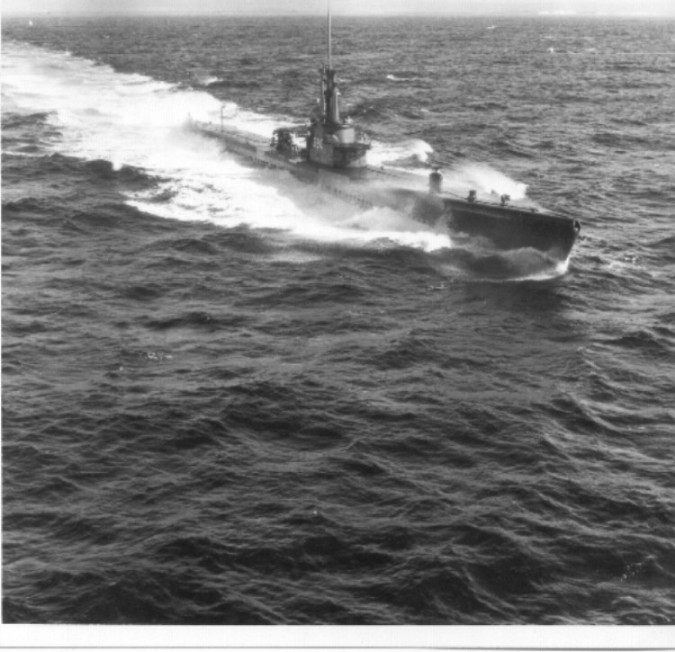
Submarino Bahia, adquirido pelo museu em 1973

A ideia de criar um museu voltado à preservação da história da tecnologia na cidade de São Paulo remonta ao ano de 1967, quando, por iniciativa do engenheiro Francisco de Paula Machado de Campos, um grupo de industriais, políticos e membros da sociedade civil passou a se organizar com o objetivo de estabelecer um espaço onde a juventude pudesse “se informar sobre as mais recentes conquistas tecnológicas de nossa época”. Além de Machado de Campos, integravam o grupo o então governador do estado, Lucas Nogueira Garcez, o empresário e senador José Ermírio de Morais, o naturalista Paulo Nogueira Neto, o médico Ubirajara Martins, entre outros.
Em 20 de abril de 1970, sob a administração de Paulo Maluf, é instituída por lei municipal a "Fundação Museu da Tecnologia de São Paulo", oficializando a associação anterior. Machado de Campos é nomeado seu presidente. Inicialmente instalada em uma sala da empresa Caiuá Serviços de Eletricidade S.A., de propriedade de Machado de Campos, a fundação busca apoio para obter um terreno onde erguer sua sede, ao mesmo tempo em que inicia a formação do acervo Em 1972, são adquiridas as primeiras peças, junto a uma antiga ferraria.

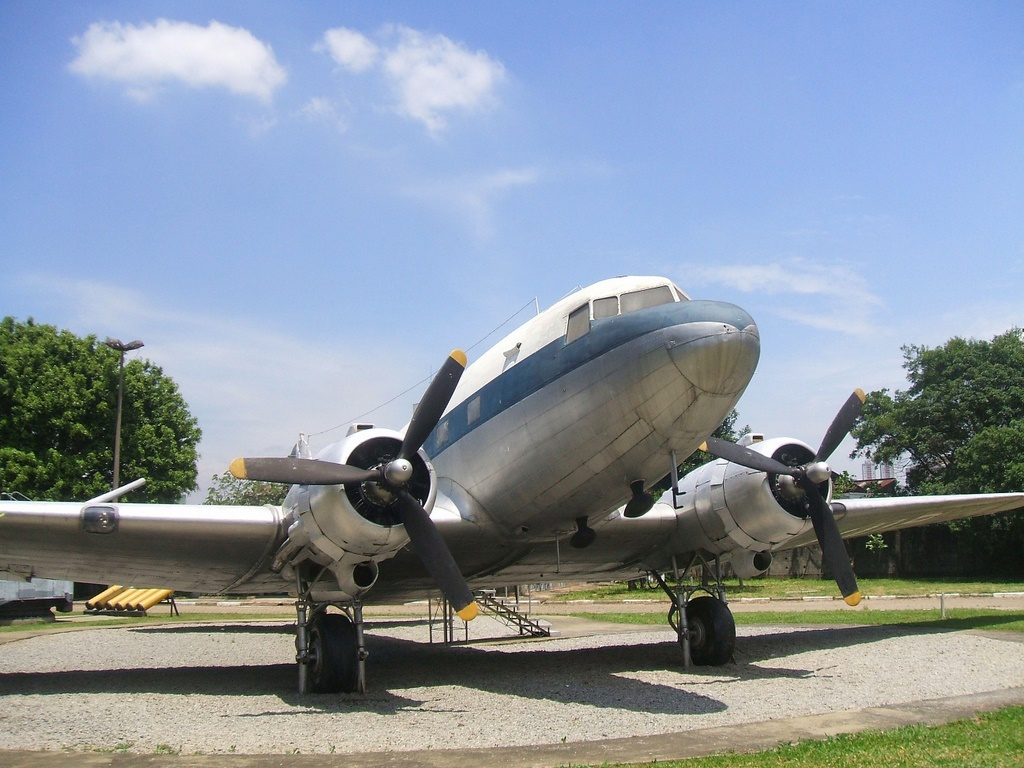
Avião Douglas DC-3, na área externa do museu

Em 1973, a fundação ganha espaço na imprensa brasileira e nos círculos militares ao comprar do governo norte-americano o submarino Bahia, após uma longa rodada de negociações. O submarino é rebocado até Santos, até que se encontre uma área ideal para sua instalação, no município do Guarujá - cedido por esta prefeitura à fundação pelo prazo de 50 anos. A fundação elabora então o projeto “Parque Naval do Guarujá”, prevendo o uso do submarino como espaço museológico e laboratório prático de tecnologia. Sem conseguir obter recursos, no entanto, o projeto foi logo abandonado. Prosseguindo desocupado pelos anos seguintes,  o submarino foi vítima de vandalismos e roubos recorrentes, tendo sido por fim vendido como sucata em março de 1978.
Em 1974, o então governador Laudo Natel concede um terreno do estado para uso da fundação e para a construção da sede do museu. A área - uma grande cratera no prolongamento da raia olímpica da USP, na confluência do ribeirão Jaguaré – havia se originado a partir das obras de retificação do rio Pinheiros. Foi totalmente aterrada, e em 1975 iniciaram-se as obras de construção do edifício, que, por falta de recursos, foram logo interrompidas. Em 1978, ações da Light doadas pelo então prefeito Olavo Setúbal permitem a continuidade das obras, que se arrastam por mais nove anos. Em 1980, é trazido do Rio de Janeiro para São Paulo o avião Douglas DC-3, doado pelo Projeto Rondon e restaurado pelo Museu Aeroespacial, no Campo dos Afonsos.

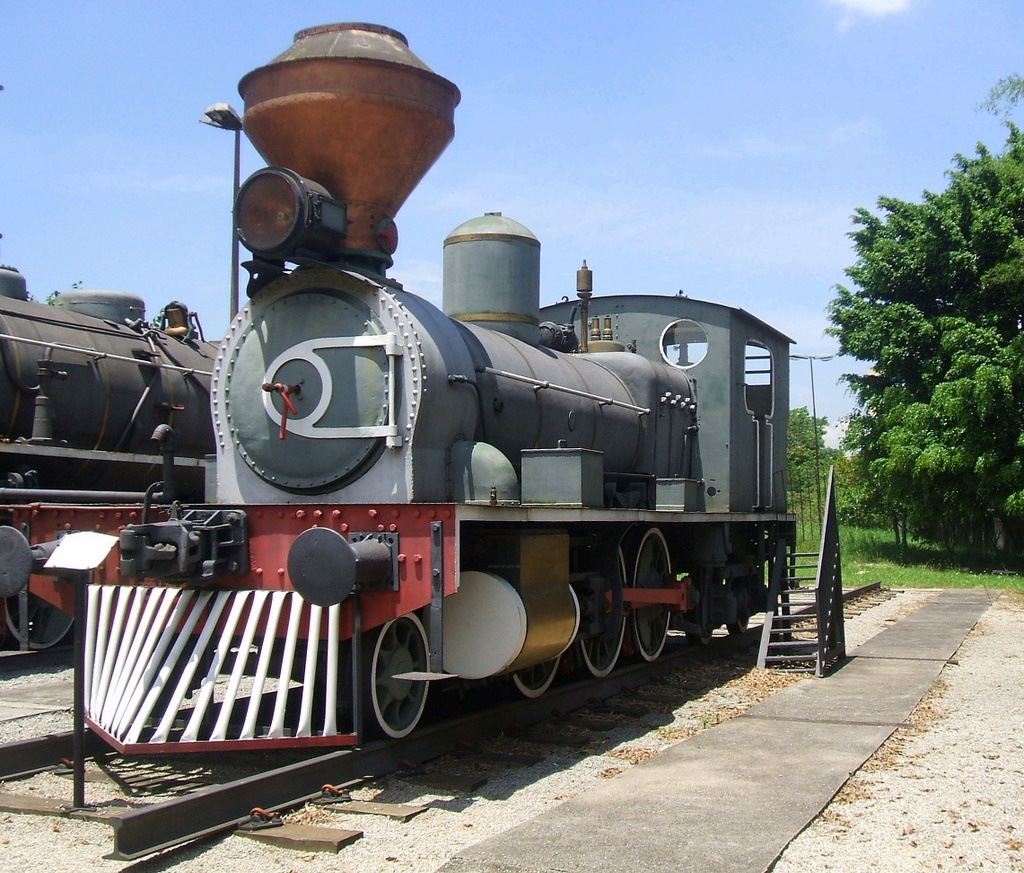
Locomotiva a vapor "Dübs", de 1888

Em 1987, o edifício, então denominado “Pioneiro”, é finalmente inaugurado, com a presença do governador Franco Montoro e a exposição “Energia”, organizada pela Companhia Energética de São Paulo. O edifício, no entanto, seguiria passando por obras complementares até 1996. Em 1990, é criado o Centro Contemporâneo de Tecnologia (CCT), onde se encontra sediada a fundação. Em 1993, por decisão do conselho deliberativo, o edifício “Pioneiro” passa a se denominar “Centro Contemporâneo de Tecnologia Francisco de Paula Machado de Campos”.
Em 1997, após obtenção de recursos, a fundação inicia o programa de restauro do seu acervo. Em 1997, são iniciados o programa museológico e o projeto “Museu Virtual”, e, no ano seguinte, tem início o programa educativo e as oficinas tecnológicas de óptica e acústica, para alunos da rede pública de ensino. Em 2004, devido às obras de adequação das instalações da fundação para sediar a Secretaria da Ciência, Tecnologia, Desenvolvimento Econômico e Turismo do estado, o museu é fechado à visitação pública, reabrindo as portas somente em outubro de 2006.
Em julho de 2009, o Governo do Estado de São Paulo, por intermédio da Secretaria Estadual de Desenvolvimento, solicitou a devolução da área, dando prazo de 30 dias para que o museu desocupasse a sede. O governo afirma que o prazo de concessão do terreno (20 anos) expirou em 1994, e diz ter a intenção de construir uma unidade da FATEC e um parque tecnológico na área. O governo propôs à fundação a transferência do acervo para o Museu Catavento, localizado no Palácio das Indústrias, no centro da cidade, mas não chegou a um acordo com a fundação. Membros do governo também criticaram o fato de que o museu estava alugando suas instalações para realização de eventos de empresas privadas, não relacionados a atividades culturais. O diretor do museu, Paulo Araújo, declarou que a realização de tais eventos constitui a principal fonte de recursos da fundação.